# Штафель, Израиль Авраам
Израиль Авраам Штафель (Штаффель, Штофель пол. Izrael Abraham Sztafel, 1814—1884) — польский изобретатель, механик, конструктор вычислительных машин; часовщик по профессии.

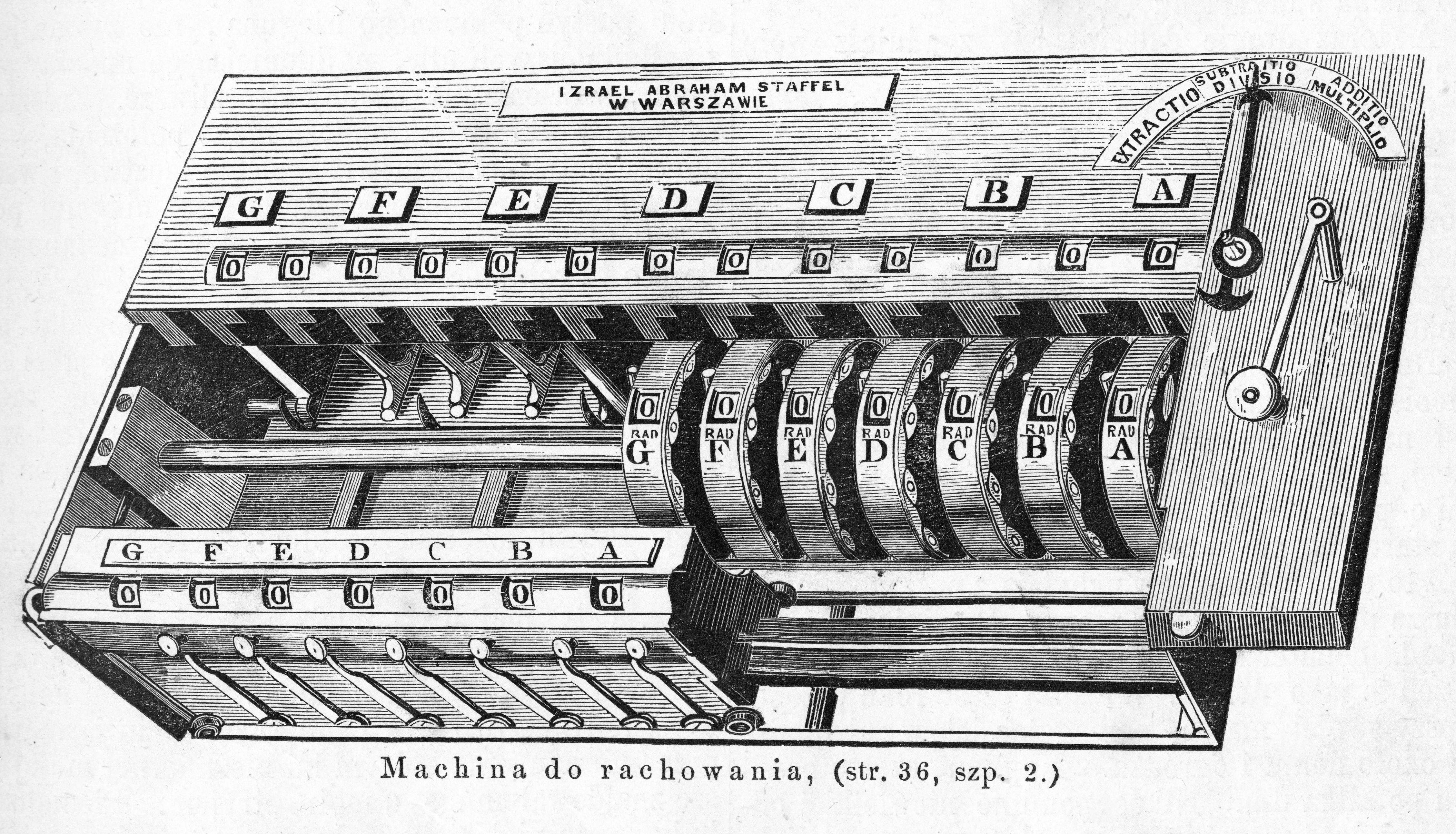
Калькулятор Штафеля

## Биография
Штафель вырос в бедной еврейской семье (родители — Лейвик и Грина Израилевна Штафель) и не имел доступа к научным публикациям, рассказывающим о последних изобретениях Западной Европы. Выучил польский язык, что позволило ему читать научно-технические публикации по механике, издаваемые в Царстве Польском.
В 1845 году познакомил министра народного просвещения Уварова со своей вычислительной машиной, над которой он трудился на протяжении десяти лет. В том же году, благодаря поддержке Уварова, принял участие в выставке в Варшаве, где получил за своё изобретение серебряную медаль. Получив от наместника князя Варшавского 150 рублей, совершил поездку в Санкт-Петербург для представления аппарата Академии наук. В 1846 году Уваров поручил академии изучить аппарат «по бывшему в прошлом году с евреем Слонимским примеру». Академия обнаружила, что машина Штафеля при умножении не требует, как y Слонимского, складывать произведения отдельными числами; кроме того, прибор Штафеля не был основан на каком-либо особом свойстве чисел применительно к умножению, как машина Слонимского, a построен на различных механизмах. Штафель также представил академии небольшой механический снаряд для первых двух арифметических действий над дробями с несколькими знаменателями. По всеподданнейшему докладу Уварова в 1847 году ему была выдана награда в 1500 рублей из сумм, находящихся в распоряжении государя по Царству Польскому. Штафель напечатал статью ο своём изобретении в варшавской газете «Korrespondent Handlowy Przemyslowy» (1845, № 33). Известие ο машине Штафеля появилось в той же газете в № 58, a также в «Kurjer Warszawski» (1845, № 119, 180).
20 января 1845 года в Варшаве женился вторым браком на Фрайде Нутовне Американер (1827—?).

## Изобретения
- В 1845 году показал на промышленной выставке в Варшаве калькулятор (Вычислительная машина Штаффеля).
- Создал двухцветный печатный станок.
- Анемометр.
- аппаратура для испытания состава металлических сплавов на основе принципа Архимеда.
- вентилятор.

Удостоен Демидовской премии.